# Улица Свердлова (Балашиха)
У́лица Свердло́ва — одна из центральных улиц города Балашиха Московской области, проходящая в микрорайонах Балашиха-2, Поле Чудес и Балашиха-Парк. Названа по имени российского политического и государственного деятеля Якова Михайловича Свердлова (1885—1919).

## Описание
Улица Свердлова является продолжением Спортивной улицы, идёт в северном направлении, немного отклоняясь на восток, после пересечения с улицей Объединения поворачивает строго на север, а недалеко от места слияния с Трубецкой улицей снова отклоняется в восточном направлении. Почти на всём протяжении улица Свердлова проходит параллельно реке Пехорка, которая протекает в 300—500 метрах западнее.
На всех протяженности улицы Свердлова расположено два светофора: первый светофор установлен на перекрёстке, где улица Свердлова пересекает улицу Объединения, второй — между домом № 37 и 38.
Слева от перекрёстка улицы Объединения и улицы Свердлова расположено двухэтажное здание, в котором находится Балашихинское отделение № 8038 Среднерусского банка Сбербанка России. С правой стороны высится 25-этажный жилой дом, построенный в 1990-х годах, который является первым домом в Балашихе, построенным из монолитного бетона. Чуть дальше расположена автобусная станция — конечный пункт для нескольких городских и пригородных маршрутов общественного транспорта.
Участок улицы Свердлова от улицы Объединения до Трубецкой улицы является границей между двумя микрорайонами Балашихи — Поле Чудес (микрорайон № 21) и Балашиха-Парк (микрорайон № 22). Первый из них начали застраивать с конца 1980-х годов. При его строительстве были снесены несколько десятков домов на окраине села Никольско-Трубецкое, которое позже вошло в состав города. Сейчас завершается строительство домов в северной части микрорайона. Микрорайон Балашиха-Парк был возведён в 2000-х годах на месте бывших полей совхоза 1-го Мая.
В 300 метрах западнее перекрёстка, где улица Свердлова подходит к Трубецкой улице, расположен храм Рождества Богородицы, одна из немногих церквей, действовавших на территории Балашихинского района в годы советской власти.
К северу от улицы Свердлова огорожена большая территория, на которой ведётся строительство ещё одного жилого комплекса «Никольско-Трубецкое» (микрорайон № 22А). Было заявлено, что на территории в 32 гектара возведут 26 монолитно-кирпичных домов по индивидуальным проектам от 12 до 21 этажа. Однако с 2002 года, когда была начата реализация проекта, ведётся строительство только пяти домов, ни один из которых еще не сдан.

## Здания и сооружения
Нечётная сторона
- № 1А — Торговый центр «Курс» (бывший кинотеатр «Заречье»). В нем ресторан «Пронто пицца», магазин «Яшма золото», магазин детских товаров Кораблик.
- № 1, 9 — жилой дом (кирпич, 9 этажей). На первом этаже расположена детская поликлиника № 7
- № 3 — жилой дом (серый кирпич, 5 этажей)
- № 5 (к. 1-6) — жилые дома (серый кирпич, 2 этажа)
- № 7 — жилой дом (серый кирпич, 5 этажей). На первом этаже находится магазин «Перекрёсток», аптека «Здоровые люди»[4]
- № 13/4 — жилой дом (серый кирпич, 4 этажа). Дом находится на пересечении с улицей Кудаковского
- № 15/3 — жилой дом (кирпич соломенного цветов, 9 этажей). Дом находится на пересечении с улицей Кудаковского
- № 17 — жилой дом (кирпич, 9 этажей)
- № 19 — жилой дом (кирпич соломенного цвета, 14 этажей.
- № 21 — жилой дом (кирпич соломенного цвета, 14 этажей). В одноэтажной пристройке расположен обувной магазин, другие предприятия по обслуживанию населения
- № 23 — жилой дом (кирпич соломенного цвета, 9 этажей). На первом этаже находится отделение Почты России, аптека, продовольственный магазин «Гермес», магазин бытовой химии «Ассоль»
- № 25 — жилой дом (панель, 12 этажей). В одноэтажной пристройке расположены авиа- и железнодорожные кассы, салон красоты, представительство страховой компании «Росгосстрах»
- № 27 — жилой дом (2-х секционный, кирпичный, 6 этажей)
- № 27/7 — Балашихинское отделение № 8038 Среднерусского банка Сбербанка России
- № 31, 33 — жилые дома (панель, 14 этажей, построены в 1998 году)
- № 33А — торговый центр (построен в 2000-х годах)
- № 35, 37, 39, 41, 43, 45, 47 — жилые дома (панель, 10 этажей, построены в 1990-х годах)
- № 39 — средняя школа № 27 (панель, 3 этажа, построена в 1994 году)
- № 51, 55, 57 — жилые дома (панель, 10 этажей, построены в 1990-х годах)
- № 53 — жилой дом (панель, северная часть — монолитный бетон, 10 этажей)
- № 59, 63 — жилые дома (красный кирпич, 5 этажей, построены в 2002 году)
- № 65 — жилой дом (монолитно-кирпичный, башенного типа, 24 этажа, построен в 2012 году).

Чётная сторона
- № 2 — здание АТС (панель, 5 этажей)
- № 4 — жилой дом (розовая штукатурка, 2 этажа[5]). В доме расположен зоомагазин «Кошкин дом» (дом иногда так и называют — «Кошкин дом»), с торца дома — салон красоты «Совершенство».
- № 2А — жилой дом (2 этажа)
- № 6 — жилой дом (серый кирпич, 4 этажа)
- № 8 — земская гимназия (3 этажа)
- № 10 — жилой дом (серый кирпич, 4 этажа)
- № 12 — ООО «Тепловые сети Балашихи»[6]
- № 14/6 — жилой дом (серый кирпич, 5 этажей). Находится на пересечении с улицей Кудаковского
- № 16/5 — жилой дом (панель, 9 этажей). Находится на пересечении с улицей Кудаковского
- № 18, 20 — жилые дома (кирпич соломенного цвета, 12 этажей)
- № 20 (к. 1) — торговый центр «Курс» (бывший кинотеатр «Заречье»).
- № 22 — монолитный (14 этажей)
- № 24 — жилой дом (кирпичный, 9 этажей)
- № 26 — жилой дом (кирпич соломенного цвета, 9 этажей). На первом этаже расположены предприятия торговли и обслуживания населения
- № 26А — санаторно-лесная школа «Полянка»[7]
- № 28/9 — жилой дом (монолитный, 25 этажей, построен в 1990-х годах). Находится на пересечении с улицей Объединения
- № 30 — торговый центр «Атак» (построен в 2011 году)[8]
- № 32 — жилой дом (панель, 17 этажей, построен в 2011 году)
- № 36 — гаражный комплекс рассвет (кирпич, 2 этажа, открытая автостоянка на крыше)
- № 38 — жилой дом (панель, 17 этажей, построен в 2003 году)
- № 40 — жилой дом (панель, 17 этажей, построен в 2004 году)
- № 46 — жилой дом (панель, 17 этажей, построен в 2005 году)
- № 50 — жилой дом (панель, 17 этажей, построен в 2003 году)
- № 52/2 — жилой дом (панель, 24 этажа, построен в 2008 году). Находится на пересечении с улицей Майкла Лунна
- № 54 — жилой дом (панель, 25 этажей)

## Общественный транспорт
По улице Свердлова проходят маршруты общественного транспорта, связывающие микрорайоны Балашиха-2, Поле Чудес и Балашиха-Парк с другими микрорайонами Балашихи и с Москвой. Большинство маршрутов начинаются от автостанции на улице Объединения.
Городские маршруты
- № 2 — торговый центр «Макссити» (мкр. Южный) — Щелковское шоссе (кольцевой маршрут, маршрутное такси)
- № 4 — платформа «Салтыковская» — Поле Чудес (маршрутное такси)
- № 6 — платформа «Салтыковская» — Балашиха-2
- № 8 — мкр. Южный — автостанция «Звёздная» (кольцевой маршрут, автобус и маршрутное такси)
- № 9 — платформа «Никольское» — Щелковское шоссе (маршрутное такси)
- № 14 — мкр. Южный — Балашиха-2 (автобус)
- № 15 — мкр. Южный — автостанция «Звёздная» (кольцевой маршрут, автобус и маршрутное такси)
- № 16 — Балашиха-2 — торговый центр «Макссити» (мкр. Южный) (автобус)
- № 31 — Балашиха-2 — Новский квартал (автобус)

Пригородные маршруты
- № 20 — Балашиха-2 — Агрогородок (автобус)
- № 28 — станция «Реутово» — Балашиха-2 (автобус)
- № 51 — Балашиха-2 — Агрогородок (маршрутное такси)
- № 108 — метро «Новогиреево» — Балашиха-2 (маршрутное такси)
- № 110 — метро «Новогиреево» — Поле Чудес (маршрутное такси)
- № 993 — метро «Выхино» — Балашиха-2 (маршрутное такси)
- № 385 — метро «Партизанская» — Балашиха-2 (автобус и маршрутное такси)
- № 395 — метро «Щёлковская» — Балашиха-2 (маршрутное такси)
- № 447 — метро «Щёлковская» — Балашиха-2 (автобус)

## Интересные факты
До 1990-х годов улица Свердлова заканчивалась на пересечении с улицей Объединения. Для того, чтобы попасть на Щёлковское шоссе, нужно было свернуть налево, доехать по улице Объединения до Пехорки. Затем дорога уходила направо, проходила по селу Никольско-Трубецкое и выходила на Трубецкую улицу рядом с храмом Рождества Богородицы. В начале 90-х на месте дороги выросли корпуса микрорайона Поле Чудес, а улицу Свердлова продлили на север, от улицы Объединения до Трубецкой улицы. На данном участке улица Свердлова имеет самую широкую проезжую часть из всех улиц Балашихи (если не считать шоссе Энтузиастов). Ширина проезжей части здесь равна 16 метров, против 10 метров на участке от Спортивной улицы до улицы Объединения.
Жители Балашихи в большинстве своём произносят название улицы с неправильным ударением: СвЕрдлова, а не СвердлОва, что является ошибкой